# Real Audiencia von Lima

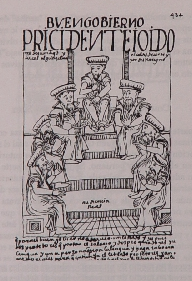
Real Audiencia von Lima

Die Real Audiencia von Lima (auf Spanisch vollständig: Audiencia y Cancillería Real de Lima, auch: Ciudad de los Reyes) war ein Gerichtshof in Lima, eine Institution der Kolonialverwaltung und zugleich ein Gerichtsbezirk (Real Audiencia) der spanischen Krone. Sie bestand von 1543 bis 1821 im Rahmen des Vizekönigreichs Peru.

## Die Rolle derReal Audienciasin den Kolonien
Nach der Eroberung von Mittel- und Südamerika (Conquista) durch die Spanier erließ König Karl V. die „Gesetze über Indien“ (spanisch: Leyes de Indias) sowie die „Neuen Gesetze“ (spanisch: Leyes Nuevas), in denen er die Verwaltung der überseeischen Kolonien im „Vizekönigreich Neu-Kastilien“ organisierte und regelte.
Für die Umsetzung der Gesetze und die Unterstützung der militärischen Gouverneure waren die Real Audiencias zuständig. Sie erfüllten damit Aufgaben in der Verwaltung und im Finanzwesen, die über die eines Gerichtshofes nach heutigem Verständnis weit hinausgingen, zumal eine Gewaltenteilung unbekannt war. Neben einem Vorsitzenden und normalerweise vier Richtern (spanisch: Oidores) gab es einen Staatsanwalt (spanisch: fiscal), aber auch nachgeordnete Exekutivkräfte wie einen Büttel (spanisch: alguacil mayor), Polizeikräfte, Übersetzer usw.

## Die Gründung 1542
Als ein solches Berufungsgericht und Verwaltungszentrum wurde die Real Audiencia von Lima zeitgleich mit dem Vizekönigreich Peru im November 1542 gegründet. Sie war damit die erste Audiencia auf dem südamerikanischen Festland, zuvor waren bereits Audiencias in Santo Domingo (1511), Mexico (1527) und Panamá (1538) entstanden.
Ungefähr zeitgleich mit der Audiencia von Lima wurde 1543 auch eine Audiencia in Guatemala begründet.

## Zuständigkeitsgebiet
Die Audiencia von Lima war zunächst für den gesamten südamerikanischen Kontinent zuständig. Mit der Gründung weiterer Audiencias wurde die Verantwortung aber zunehmend geteilt.
Ab 1548 übernahm die Real Audiencia von Santa Fé de Bogotá das Gebiet des heutigen Kolumbien. 1559 wurde die Real Audiencia von Charcas im heutigen Sucre eingerichtet, die das Hochland im heutigen Bolivien und zunächst auch das Gebiet am Río de la Plata verantwortete. 1563 folgte die Real Audiencia von Quito sowie eine Real Audiencia von Chile, die erst in Concepción, später in Santiago de Chile ihren Sitz hatte.
1568 verfügte König Philipp II., dass das Gebiet um Cuzco in den Zuständigkeitsgebiet der Audiencia von Lima falle und nicht zur Audiencia von Charcas.

## Konkretisierung der Aufgaben 1680
Mit der Recopilación de Leyes de Indias fasste die spanische Krone 1680 die Einzelbestimmungen in der Neuen Welt, die über die Jahre erlassen worden waren, zu einem Gesetzestext zusammen. Für die Audiencia von Lima wurde bestimmt, dass der Vizekönig von Peru zugleich Vorsitzender (spanisch: Presidente) sein solle. Aufgrund ihrer Bedeutung und ihres Aufgabengebietes war die Audiencia von Lima personell stärker besetzt als die anderen Audiencias in Südamerika: dem Vorsitzenden standen acht Richter (spanisch: Oidores) zur Seite, ein Staatsanwalt (spanisch: fiscal) für zivile Fälle, einer für Strafrecht. Dazu kamen weitere unterstützende Kräfte.
Die Audiencia hatte zudem den Vizekönig bei Abwesenheit zu vertreten.

## Reformen von 1776
Am 28. März 1768 wurde zunächst das Gebiet der Insel Chiloé aus dem Zuständigkeitsbereich der Audiencia von Chile getrennt und direkt dem Vizekönig und der Audiencia in Lima unterstellt.
Mit der Gründung des Vizekönigreichs des Río de la Plata gingen die Gebiete im heutigen Argentinien, Uruguay und Paraguay ab 1783 auf die Verwaltung und Rechtsprechung in Buenos Aires über.

## Auflösung
1821 eroberte die Unabhängigkeitsbewegung unter José de San Martín Lima. Seit dieser Zeit ging das Gebiet der Intendencia von Arequipa auf die Jurisdiktion der 1787 gegründeten Real Audiencia von Cuzco über. Die Audiencia von Lima ging im Zuge der peruanischen Unabhängigkeit auf die peruanische Verwaltung und Rechtsprechung über.